# 骯髒哈利
哈拉德·法蘭西斯·「骯髒哈利」·卡拉漢（英語：Harold Francis "Dirty Harry" Callahan）是一位虛構的人物和「骯髒哈利系列電影」的主角，包括《緊急追捕令》（1971年）、《緊急搜捕令》（1973年）、《全面追捕令》（1976年）、《撥雲見日》（1983年）和《賭彩黑名單》（1988年）。卡拉漢在每部電影中皆由克林·伊斯威特飾演。
從他登場的首部電影《緊急追捕令》中，卡拉漢就成為了一種新型的警察人物代表：一名反英雄型的角色，為了追求自己的正義，毫不猶豫地跨越職業道德的界限，尤其是面對令人感到失望的法律及官僚主義者時。外號「骯髒哈利」的他在每一部電影中幾乎都在處理一些其他人不想做或應付不來的麻煩事，包括追殺恐怖份子和與他人展開槍戰。他在武裝對峙中發表的短語「我感到幸運嗎？你覺得呢，痞子？」和「來吧，讓我也高興高興」都已成為了他代表性的名言。由於1971年的《緊急追捕令》中的卡拉漢被批評帶有法西斯，因此在續集中試圖讓他表現得和其義警行為保持距離。

## 人物
哈利·卡拉漢是名隸屬於舊金山警察局（SFPD）重案組督察，雖然會因為紀律或政治等原因，他有時會被調到其它不太突出的單位，如人事組（《全面追捕令》）、監視組（《緊急搜捕令》）或因研究任務而被派出城（《撥雲見日》）。卡拉漢最關心的是保護受到暴力對待的受害者和復仇，他雖然擅長緝拿罪犯，但他的方法往往是非常規的；卡拉漢常因不滿長官的繁文縟禮而以無視法律和職業道德界限的手法來對付罪犯，且其手法多半相當地具致命性。
在《緊急追捕令》中，卡拉漢對已舉雙手投降的連環殺手查爾斯·「天蠍」·戴維斯開槍後，為了得知對方綁架並活埋的一名14歲女孩的位置，卡拉漢將腳踩在他受傷的腿上，而無視天蠍提出醫生和律師的請求，直到天蠍說出活埋女孩的地點。卡拉漢後來被地方檢察官告知，因為卡拉漢沒有搜索票就闖入天蠍的住所，且還以酷刑的脅迫下要對方說出女孩的位置，所以這在法庭上將無法作為證據，使天蠍被無罪釋放。這件事讓卡拉漢無法接受，因此後來再度獨自對天蠍以動用私刑的方式，將其就地正法。當舊金山市長問卡拉漢怎麼確定一名流氓企圖強姦女子時，他回答：「一個赤裸的漢子手持屠刀追趕婦女，我想他不會是在為紅十字會募款。」
該系列電影常把卡拉漢塑造成一名神槍手和熟練的身手。他曾多次獲得SFPD的射擊冠軍。在這五部電影中，卡拉漢被證實共殺死四十三名罪犯，其中大多數是他的招牌武器史密斯威森M29左輪手槍，他將其描述為「世上最厲害的手槍」。
關於他的外號「骯髒哈利」有著數種不同的解釋。當他的搭檔齊科·岡薩雷斯問其緣由時，同事法蘭克·迪喬吉歐說：「這是哈利的一個特色，他不會喜歡什麼。他討厭所有人：英國人、愛爾蘭人、希臘人、義大利人、黑人、白人、亞洲人、你的名字在內。」即使這是迪喬吉歐在開玩笑，卡拉漢不是個種族主義者。當他在處理跳樓案時，卡拉漢說，他被稱為「骯髒哈利」是因為他被分配到「每一件骯髒的工作」。當他被指派向天蠍提供贖金時，岡薩雷斯說：「難怪他們叫他『骯髒哈利』，所有的屁股都是他一個人在擦。」而在此前，岡薩雷斯曾開玩笑地說，卡拉漢外號的來源有著一個潛在的可能：因為卡拉漢曾兩次透過窗戶偷看裸女，後來又跟著天蠍到一間脫衣舞孃酒吧。
卡拉漢的過去在電影中從未透露。在第一部電影中，卡拉漢告訴岡薩雷斯的妻子，自己的妻子是被一名醉酒的司機害死。

## 反響
哈利·卡拉漢被視為該系列電影的標誌，外號「骯髒哈利」則已經成為戲稱無情警察的別稱。卡拉漢被《帝國雜誌》評選為「百部最偉大的電影人物」之一。卡拉漢也被列入美國電影學院（AFI）的AFI百年百大英雄與反派中，作為排名第十七的最偉大電影英雄。《娛樂周刊》將他列入「二十名在流行文化於任何時刻最酷英雄」之中。《首映》將卡拉漢列在他們的「百大電影人物」名單中。而他的招牌性武器史密斯威森M29左輪手槍則被評為影史第二電影武器，僅次於《星際大戰》中的光劍。

在AFI百年百大電影台詞中，卡拉漢說出的兩句名言在榜上分別排於第六名和第五十一名：
1. 「來吧，讓我也高興高興」
2.「我知道你在想什麼：『他開了六槍還是五槍？』說實話，我太興奮到早就忘了。但這是世上最厲害的手槍.44麥格農，能把你的腦袋打飛，你應該問自己一個問題：『我感到幸運嗎？』你覺得呢，痞子？」

## 外部連結
- 互联网电影数据库上骯髒哈利的资料